# Joel Cassells
Joel Cassells est un rameur britannique, né le 15 juin 1994.

## Palmarès

### Jeux olympiques d'été
| Discipline         | Rio 2016 Brésil |
| ------------------ | --------------- |
| Deux de pointe, pl |                 |

### Championnats du monde
| Discipline         | Chungju 2013 Corée du Sud | Amsterdam 2014 Pays-Bas | Aiguebelette 2015 France |
| ------------------ | ------------------------- | ----------------------- | ------------------------ |
| Deux de pointe, pl |                           |                         | Or                       |

### Championnats d'Europe
| Discipline         | Séville 2013 Espagne | Belgrade 2014 Serbie | Poznań 2015 Pologne |
| ------------------ | -------------------- | -------------------- | ------------------- |
| Deux de pointe, pl |                      |                      | Or                  |